# Canbya
Canbya, maleni biljni rod iz porodice makovki koji obuhvaća svega dvije vrste ograničene na suhe i pjeskovite krajeve zapadnih Sjedinjenih državama u Oregonu, Nevadi i Kaliforniji, na visinama od 900 do 1700 metara (3000 – 5600 stopa).
Obje vrste narastu do visine od svega nekoliko centimetara (C. aurea, 2 cm), na čijem se vrhu nalaze bijeli cvjetići. Druga vrsta je C. candida.